# 11245 Hansderijk
11245 Hansderijk è un asteroide della fascia principale. Scoperto nel 1977, presenta un'orbita caratterizzata da un semiasse maggiore pari a 2,4322342 UA e da un'eccentricità di 0,1211763, inclinata di 2,96406° rispetto all'eclittica.